# Thomas Beyer (Politiker, 1960)
Thomas Beyer (* 14. April 1960 in Rostock) ist ein deutscher Politiker (SPD) und Bürgermeister der Hansestadt Wismar.

## Biografie
Beyer wuchs in einem christlich geprägten Elternhaus auf. Er besuchte bis zum Jahr 1976 die Schule in Rostock. Ihm wurde wegen seiner christlichen Einstellung und seiner Entscheidung, als Bausoldat den Armeedienst ohne Waffe abzuleisten der direkte Weg zum Abitur und zum Studium verwehrt. Thomas Beyer absolvierte eine Berufsausbildung zum Krankenpfleger. Drei Jahre lang arbeitete er an der Universitätsklinik in Rostock und studierte nach einer Sonderreifeprüfung anschließend Theologie.
Während der Zeit der Wende wurde Thomas Beyer Mitglied des Neuen Forums. Er organisierte die ersten Großveranstaltungen des Neuen Forums im Oktober 1989 in Wismar und trat hier am 31. Oktober 1989 in der Nikolaikirche als Hauptredner auf.
Im Jahr 1990 wurde er in die Bürgerschaft von Wismar gewählt; die Bürgerschaft wählte ihn zum Senator für Soziales und Gesundheit und zum 1. Stellvertreter des Bürgermeisters. Wahlen in den Jahren 1994, 2001 und 2009 bestätigten ihn in diesem Amt.
Im Jahr 1992 trat Beyer in die SPD ein. Seit 1997 ist er stellvertretender Vorsitzender und seit 1999 Vorsitzender des SPD-Kreisverbands Wismar. 
Am 25. April 2010 wurde Beyer zum Bürgermeister der Hansestadt Wismar gewählt. In der Bürgermeisterwahl am 15. April 2018 wurde er mit 56,3 Prozent der gültigen Stimmen für eine weitere Amtszeit von acht Jahren in seinem Amt bestätigt.
Im Jahr 2016 erhielt Beyer die Karl-Preusker-Medaille für seine Verdienste um die Bibliotheken in Mecklenburg-Vorpommern.
Beyer ist in zweiter Ehe verheiratet und hat drei Kinder.

### Mitgliedschaften
- Vorstandsmitglied der Bürgerstiftung
- Vorsitzender des Landesverbands Mecklenburg-Vorpommern des Deutschen Bibliotheksverbands (bis 2016)
- Vorsitzender des Kreisverbandes der Kriegsgräberfürsorge in Wismar
- Mitglied einer Enquetekommission des Landtages, die sich mit den Stadt-Umland-Beziehungen in Mecklenburg-Vorpommern befasst (2010/11)
- Vorsitzender des Städte- und Gemeindetages Mecklenburg-Vorpommern seit 2019 als Nachfolger von Reinhard Dettmann
- Mitglied des Präsidiums der TSG Wismar